# 巴尼亚里亚-阿尔萨
巴尼亚里亚-阿尔萨（義大利語：Bagnaria Arsa），是意大利弗留利-威尼斯朱利亚大区乌迪内省的一个市镇。总面积19平方公里，人口3581人，人口密度188.5人/平方公里（2009年）。ISTAT代码为030008。